# فاسيل بوغور
فاسيل في. بوغور (20 أغسطس 1833- 20 مارس 1906) هو مولديفي وأصبح في وقت لاحق شاعرًا رومانيًا وفيلسوفًا ومترجمًا وسياسيًا ليبراليًا محافظًا وأحد مؤسسي جمعية جونيما الأدبية. نشأ في الدائرة الأرستقراطية في ياشي وتلقى تعليمه في الإمبراطورية الفرنسية وحصل على مهنة في القانون. كان موظفًا مدنيًا خلال نظام الممالك المتحدة وشغل مقاعد ولجانًا في مجلس النواب، وبعد إعلان مملكة رومانيا، أصبح عمدة مدينة ياشي. على الرغم من دوره الرئيسي في إنشاء حزب المحافظين، من خلال دمج الأندية السياسية «البيضاء» المختلفة والمحافل الماسونية، كان بوغور أكثر ولاءً للفصيل الداخلي لحزب جونيميا وقد وقف إلى جانبه عندما انفصل عن المحافظين الآخرين.
كان بوغور من مؤيدي التطور اللاديني، واهتم بالدراسات البوذية ومثل الخلية الوضعية في جونيميا. كان أيضًا واحدًا من أوائل السكان المحليين الذين درسوا عمل هنري توماس باكل، ودمجوا مفاهيم باكلين في نقد جونيميا لبناء الأمة. أيد تغريب رومانيا في إطار محافظ وتخفيف الافتراضات القومية وتقدير المجتمع التعددي الثقافي. كان بوغور الذي اشتهر بالكسل والارتجال يفضل الشفهية وسعى وراء فطنته الفولتيرية. ترك القليل من الأعمال المكتوبة والعديد من المشاريع التي لم تتحقق، لكنه أثر على الأدب الروماني باعتباره مروجًا ثقافيًا وراعيًا وأول خبير محلي في تشارلز بودلير. عرفه زملاؤه في جونيميا على أنه «مكتبة معاصرة في رجل واحد».
أمضى بوغور العقود الأخيرة من حياته بعيدًا عن المشهد الوطني على الرغم من مهامه في فصول المحافظين وفي جونيميا في مقاطعة ياشي. يرتبط مقر إقامته الرئيسي، كاسا بوغور، ارتباطًا وثيقًا بتاريخ جونيميا. على الرغم من بيعها من قبل مالكها الغارق في الديون عام 1901، أعيد إحياؤها في عام 1970 كمتحف للتاريخ الأدبي ومسرح وقاعة للحفلات الموسيقية. نتج عن زواجه من الارستقراطية الروسية إيلينا هارتنغ، ابن غير شرعيًا يدعى فاسيلي بانوبول.

## سيرة حياته

### الأصول والطفولة
بحسب العديد من الروايات، يعود أصل عائلة بوغور إلى عشيرة يومن التي حملت اسم بوغور أرتكوترث تي، ونشأت في طبقة نبلاء بويار نحو عام 1820. زعمت العائلة نسبًا مخالفًا لذلك، وبأن أفرادها كانوا «يتمتعون بامتيازات محلية» منذ العصور القديمة. على أساس هذه الادعاءات، صعد فاسيل بوغور الأب بشكل تدريجي من خلال البيروقراطية المدنية والعسكرية المولديفية، فقد بدأ حياته المهنية كسردار (1819) قبل أن يصبح كوميس لبقية حياته. خلال مهمته بين عامي 1816- 1823 في مقاطعة بيسارابيا في الإمبراطورية الروسية، اختطف بوغور زويتا سيرتشيز، وهي حفيدة كلوسر محلي. نتج عن هذا الزواج ثلاث فتيات هن أنتونيا وإليونورا وسماراندا وصبي هو الشاعر المحلي. بحلول وقت ولادته، امتلكت العائلة عقارات بويار كبيرة في مقاطعة فاسلوي (بما فيها بوهايشت وريشيشتي) وبيسارابيا.
كشاعر سياسي في عصر الثورة، نظر الكوميس بوغر إلى الماضي باشمئزاز في فترة الفاناريوت المتأخرة وغزو إيتريست، وغزو المهاجرين اليونانيين إلى مولدوفا. في أواخر الثلاثينيات من القرن التاسع عشر، سيعارض بنفس القدر الوضع الراهن المولديفي وسينتقد السيادة المولديفية لميهيل ستوردزا. تصور كتيباته المقفاة المساواة أمام القانون، إذ وقع المؤلف على «المؤامرة الكونفدرالية»، التي خطط لها الشباب الليبرالي الأولي في مولدوفا. ما يزال يشغل العديد من المناصب السياسية القضائية العليا في الربع الأخير من ستوردزا بما في ذلك رئاسة آغي ووزارة العدل.